# Klingenberg (Heilbronn)

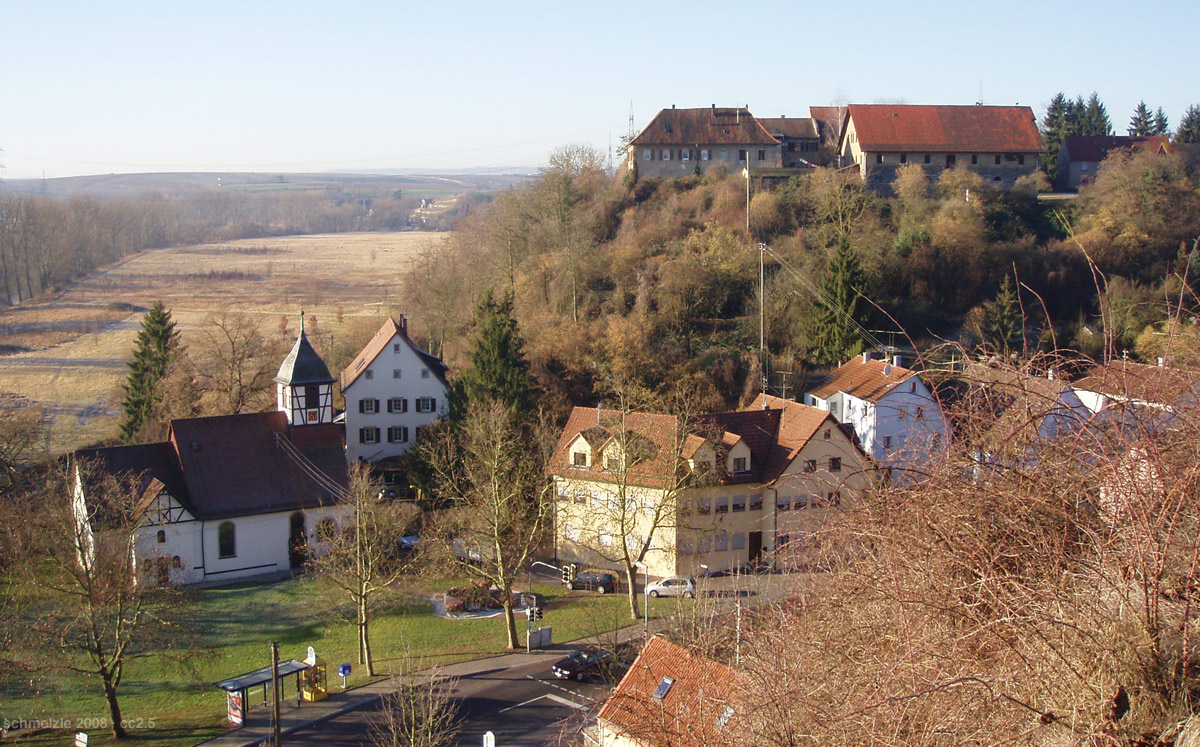
Schloss und Kirche in Heilbronn-Klingenberg

Klingenberg ist ein Stadtteil von Heilbronn in Baden-Württemberg und liegt im Südwesten der Stadt, etwa 10 km Luftlinie vom Stadtzentrum entfernt. Der Ort war vom 15. bis ins frühe 19. Jahrhundert im Besitz der Herren bzw. Grafen von Neipperg, war dann selbstständige Gemeinde und wurde am 1. Januar 1970 nach Heilbronn eingemeindet.

## Geographie
Der Ort Klingenberg liegt am Südwestende des Heilbronner Gemeindegebietes auf Böckinger Gemarkung, links des hier in nordöstlicher Richtung fließenden Neckars und beidseits des von Westen in diesen mündenden Klingenbachs. Das Dorf erstreckt sich über den Talboden und die beidseitigen Hänge des Bachs, auf der Spitze des nach Osten laufenden Mündungssporns zum Neckar liegt in schon niedrigerer Lage das Schloss Klingenberg. In der linken Talaue des abfließenden Neckars zieht sich eine Straßenzeile von der Bachmündung längs der L 1109 in Richtung Böckingen. Über ihr am Hang und weiter südwestlich am Neckarhang des Mündungssporns stehen Weinberge.

### Benachbarte Orte
Nordöstlich von Klingenberg liegt Böckingen, südöstlich jenseits des Neckars Horkheim, beide ebenfalls im Stadtkreis von Heilbronn. Südwestlich liegen Gemeinde und Ort Nordheim, nordwestlich das zu Leingarten gehörende Großgartach, diese gehören zum Landkreis Heilbronn.

### Verkehrsanbindung
Aus Richtung Westen von ihrer Abzweigung von der L 1105 Großgartach–Nordheim auf dem Landturmbacken führt den linken Bachhang herab die K 9553 in Tal und Dorf und stößt in dessen Mitte an die L 1109, die Nordheim im Südwesten mit Böckingen im Nordosten verbindet. Diese Landesstraße läuft in ihrem südwestlichen Abschnitt fast oben auf dem Neckarhang, in ihrer Fortsetzung nach Nordosten dann im Neckartal, dort rechts eng begleitet von der Frankenbahn, die früher eine Haltestelle im Bereich der Talmündung hatte. Von dort führt auch ein Steg über den Neckar auf die Horkheimer Insel zwischen dem Fluss und seinem Schifffahrtskanal, von wo aus Verkehrsverbindung zu den südlichen Heilbronner Stadtteilen rechts des Flusses besteht. Klingenberg wird von der Stadtbus-Linie 1 der Stadtwerke Heilbronn, die über Böckingen und den Heilbronner Hauptbahnhof zur östlichen Kernstadt fährt, an das Stadtbusnetz der Stadt angebunden. Dazu verkehren noch die Regionalbus-Linien 661, mit der man über Nordheim, Dürrenzimmern, Brackenheim, Güglingen und Zaberfeld nach Ochsenburg fahren kann, und 662, mit der man über Nordheim, Hausen und Dürrenzimmern nach Brackenheim fahren kann, der OVR.

### Geologie
In der Neckartalaue bei Klingenberg wie im unteren Klingenbachtal steht Unterkeuper an, auf dem linken Talhang neckarabwärts liegen teilweise alte Schotterterrassen des Neckars. Oben auf den Hügeln links des Neckars und beidseits des zumündenden Baches bedecken Lößschichten die Landschaft.

## Geschichte

### Frühe Besiedlung und Namensherkunft
Der Ortsname Klingenberg, „Berg mit Klinge“, bezieht sich auf die Lage des Ortskerns an einem Berg, der im Osten zum Tal des Neckars schroff abfällt und im Norden zu einem schmalen Kerbtal, einer Klinge. Durch diese fließt der Klingenbach seiner Mündung in den Neckar am Ostrand des Dorfes zu.
Der an einer Neckarfurt gelegene Ort war schon in der Jungsteinzeit um etwa 5000 v. Chr. besiedelt. Auf dem Schlossberg haben sich sowohl Siedlungsspuren der damaligen Bandkeramiker wie auch die der Michelsberger Kultur aus der Zeit um 3500 v. Chr. erhalten. Auch auf der Nordheimer Höhe wurde eine bandkeramische Siedlung ausgemacht, weitere Funde aus dieser Epoche stammen aus einer Höhle im Fuchsloch und aus dem Gewann Elltich. Auf der Kuppe eines Geländerückens in Klingenberg wurde 1996 ein Grab der Mittelbronzezeit mit Frauenschmuck entdeckt. Später haben die Kelten in Klingenberg gesiedelt.
In der Römerzeit stand im Gewann Bruch ein römischer Gutshof. Bei Klingenberg trafen sich mehrere Römerstraßen, deren Verlauf jedoch nur noch teilweise nachvollziehbar sind. In groben Zügen noch erkennbar ist eine Straße von Meimsheim über Nordheim und Klingenberg nach Böckingen. Eine weitere führte auf die Neckarfurt zu. Auch in der Zeit der Franken lief eine Fernstraße durch die Neckarfurt.

### Sitz der Herren von Klingenberg im hohen Mittelalter

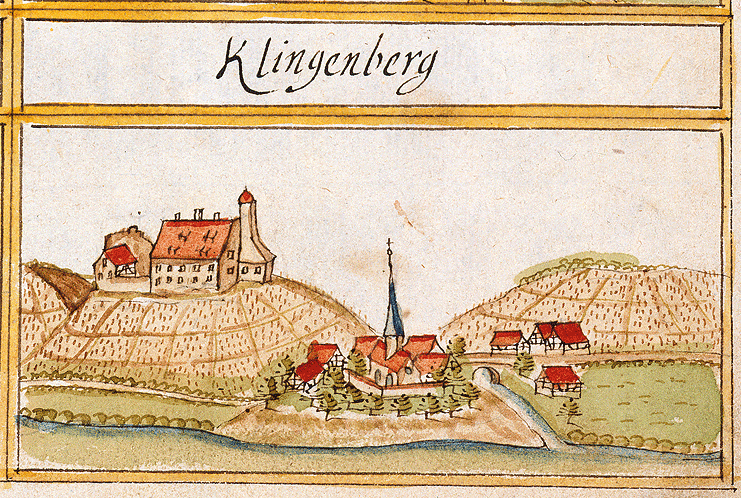
Klingenberg im Kieserschen Forstlagerbuch von 1684

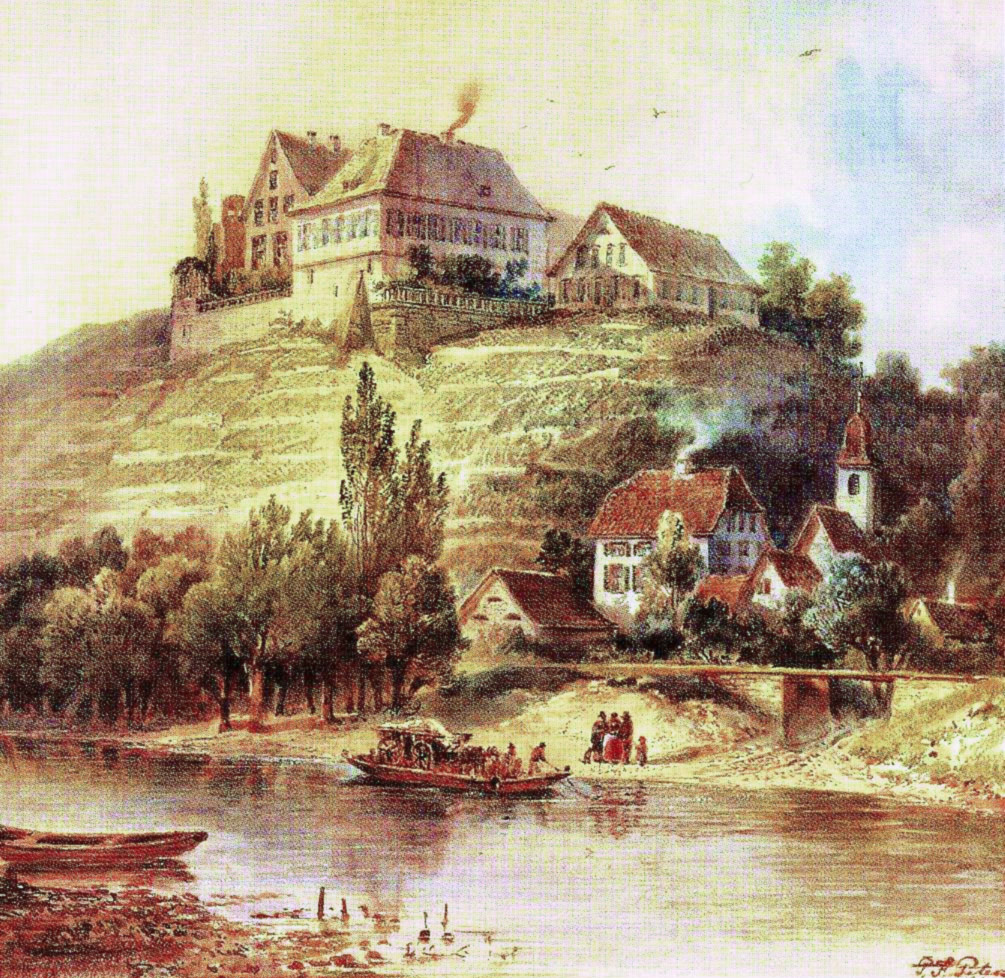
Schloss Klingenberg, Ölgemälde 1851

Clingenberg wurde 1291 erstmals erwähnt, als ein Angehöriger des Ortsadels, der Herren von Klingenberg, eine Urkunde über Belehnung des Markgrafen Hermann VII. von Baden vonseiten des Klosters Weißenburg bezeugte. Die Herren von Klingenberg hatten den Ort als Lehen der Markgrafschaft Baden, die ihn wiederum vom Kloster Weißenburg erhalten hatte. Der Ort entstand vermutlich im Hochmittelalter unterhalb der Burg als Burgweiler im Tal des Klingenbachs.
1293 bezeugte ein Reinbot von Klingenberg die Schenkung des Dorfes Schwaikheim durch Albrecht von Ebersberg an den Deutschen Orden in Heilbronn. Wohl derselbe Reinbot erscheint auch in Urkunden von 1295 und 1297.
Die Herren von Klingenberg hatten auch Besitz und Rechte in einigen umliegenden Orten. Vermutlich geriet ihr Besitz in Böckingen zum Zankapfel mit der aufstrebenden Stadt Heilbronn, die im 14. Jahrhundert Rechte in Böckingen erwarb. Ein Reinbot von Klingenberg, der als gleichnamiger Sohn des 1293 bezeugten Reinbot gilt, wurde zum Raubritter und Wegelagerer und stellte sich auf die Seite der Grafen Eberhard der Greiner und Ulrich IV. in ihrer Fehde gegen die Städte. Die Städte gingen aus der Auseinandersetzung siegreich hervor, die Burg in Klingenberg wurde eingenommen und geschleift. Kaiser Karl IV. erlaubte am 31. Oktober 1360 der Stadt Heilbronn, die Steine der Burg zu verwenden, die diese 1392 zum Bau des Heilbronner Götzenturms verwendet haben soll. 1361 erging nochmals ein kaiserliches Verbot, die Burg wieder aufzubauen. Ritter Reinbot durfte sich nurmehr eine hölzerne Behausung errichten.
In der Folgezeit verkauften die Herren von Klingenberg einen großen Teil des Familienbesitzes. Konrad (Kunz) von Klingenberg verkaufte 1405 Rechte in Böckingen, die er als Ebersteinsches Lehen besessen hatte, an den bürgerlichen Sohn seiner Schwester, und 1409 einen Hof in Nordheim an das Heilbronner Klarakloster. Seine Tochter Anna von Klingenberg, die schon 1399 weiteren Besitz in Tamm und Talhausen veräußert hatte und im Februar 1411 in zweiter Ehe den Edelfreien Sifried von Riexingen heiratete, verkaufte 1433 alle von ihrem Vater geerbten Rechte in Nordheim.

### Neippergsche Ortsherrschaft 1407 bis 1805
Ab 1407 erhielt der in Schwaigern residierende Eberhard II. von Neipperg in zwei Schritten das markgräfliche Lehen der Herren von Klingenberg. Die Herren von Neipperg hatten danach bis zum Ende der Reichsritterschaft 1805 die Ortsherrschaft inne. Sie erbauten auf den Überresten der Burg einen neuen Herrensitz, der abwechselnd als Hofstatt, Schloss oder Burgstall bezeichnet wurde.
Die Herren von Neipperg führten in der ersten Hälfte des 16. Jahrhunderts die Reformation in Klingenberg ein. Der erste reformierte Pfarrer in Klingenberg war der 1546–60 predigende Georg Röder.
Im Ort wurde insbesondere Weinbau betrieben, der durch das Ausbleiben der badischen Weinhändler nach dem Bau des Württembergischen Landgrabens 1482 längs der südlichen Klingenberger Markungsgrenze einen Aufschwung erfuhr. Eine Kelter gab es sicher bereits früh, erstmals erwähnt wurde sie 1539.
Ab 1577 ließen die Herren von Neipperg das Schloss Klingenberg mit Nebengebäuden neu herrichten. Bis zur Errichtung des Schlosses in Schwaigern 1702 war Klingenberg Hauptsitz der Familie. Im Dreißigjährigen Krieg wurde der Ort nach der Schlacht bei Wimpfen 1622 verwüstet. Die meisten Einwohner flohen, die Kirche wurde bis 1656 nicht mehr genutzt. Auch in der nachfolgenden Zeit der Franzoseneinfälle hatte Klingenberg zu leiden. Die Franzosen drangen bei Klingenberg bis an den Neckar vor. Die Neipperger erlangten bis 1679 den Blutbann über den Ort und konnten 1726 das bisherige Lehen als Allodialbesitz erwerben.
Der Ort blieb bis in die jüngere Vergangenheit sehr klein. 1590 gab es 13 Wohnhäuser, 1682 waren es 18, im Jahr 1734 zählte Klingenberg deren 21, 1750 waren es 30.

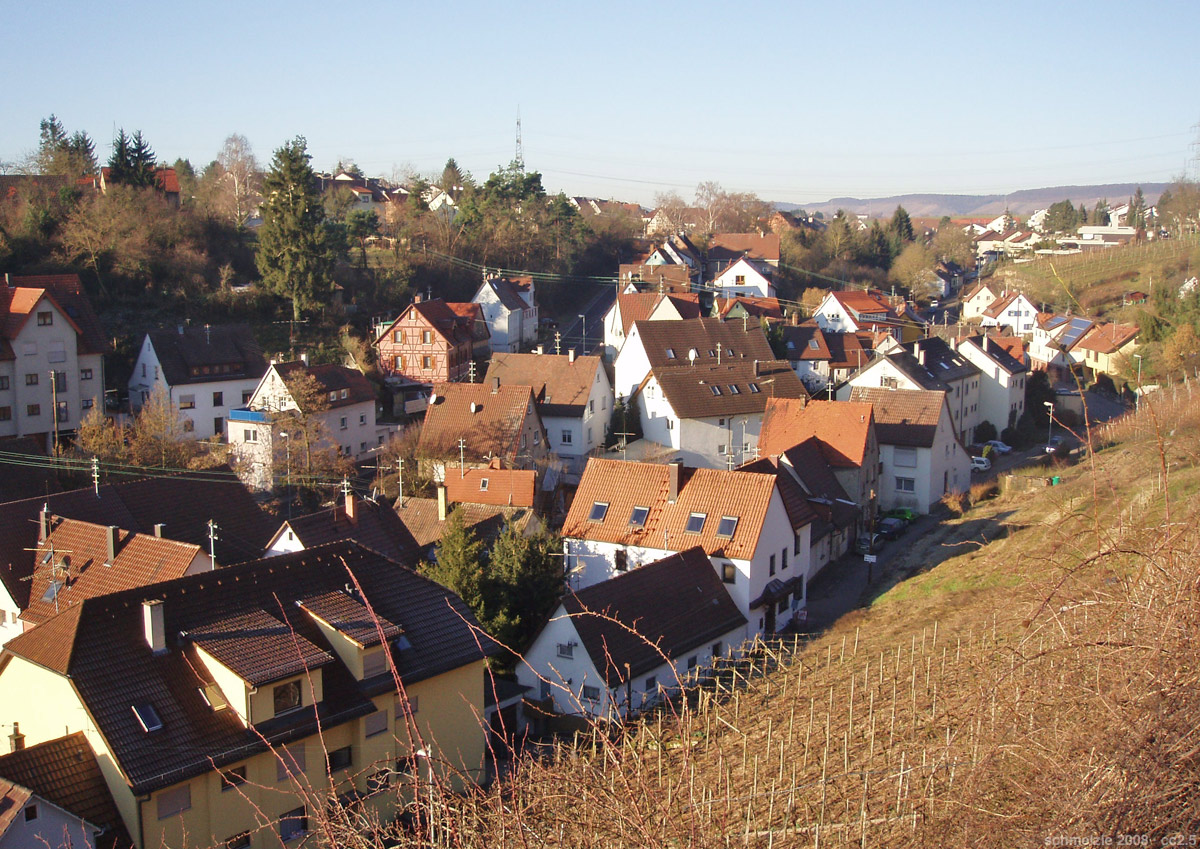
Blick über das Klingenberger Unterdorf

### Selbstständige Gemeinde 1805 bis 1969
Durch die Mediatisierung der Reichsritterschaft kam Klingenberg 1805 als selbstständige Gemeinde zunächst an Baden, im Folgejahr dann per Staatsvertrag an Württemberg. Der Ort, der 1813 etwa 300 Einwohner hatte, blieb weiterhin von Landwirtschaft und Weinbau geprägt. Aufgrund der topografischen Verhältnisse siedelte sich keine Industrie an. Die Industrialisierung der nahen Orte Heilbronn und Sontheim führte aber zu einem deutlichen Anstieg der Bevölkerungszahl und damit auch zu einer baulichen Ausdehnung des Ortes. Ab 1848 war die württembergische Nordbahn (heute Frankenbahn) auf dem schmalen Ufersaum zwischen dem Ort und dem Neckar in Betrieb, jedoch erhielt der Ort erst 1895 einen Haltepunkt und 1921 einen Bahnhof.
1906 gab es in Klingenberg 18 selbstständige Gewerbe- oder Handeltreibende sowie etwa 50 selbständige Landwirte und Weingärtner.
Die 1921 bei Klingenberg begonnene Neckarkanalisierung brachte dem Ort bedeutende Veränderungen. Die Kanalbauarbeiten boten Arbeit für die örtlichen Erwerbslosen und führten auch zu einem Zuzug von Arbeitern. 1925/26 entstand auch ein erster Neckarsteg, der Klingenberg nun ohne die zuvor genutzten Fähren mit dem auf dem anderen Neckarufer gelegenen Sontheim verband. Der Neckarsteg wurde im Wesentlichen von Sontheim finanziert, da man dort eine Anbindung an den Klingenberger Bahnhof wünschte. Im Oberdorf wohnten und wirtschafteten nun vor allem die Bauern, im Unterdorf dagegen fanden hauptsächlich Arbeiter Unterkunft, die es von dort näher zu ihren Arbeitsorten in Heilbronn oder Sontheim hatten.
Im Zweiten Weltkrieg richteten um die Zeit der Luftangriffe auf Heilbronn Bomben zahlreiche Schäden im Dorf an. 1939 zählte man 761 Einwohner, Ende 1945 waren es 840. Nach dem Krieg strömten zahlreiche Heimatvertriebene oder Ausgebombte nach Klingenberg, zu deren Unterbringung man die Siedlung auf der westlichen Hochfläche erschloss. 1949/50 entstand das Neubaugebiet Neipperger Höhe, von 1963 bis 1969 folgten die Siedlungen Wolfsglocke im Norden und Schlossäcker im Süden.

### Heilbronner Stadtteil seit 1970
Die Gemeinde Klingenberg hatte mangels Industrie oder größerer Gewerbebetriebe stets ein geringes Steueraufkommen und konnte öffentliche Aufgaben nur mit Landeszuschüssen bewältigen. Am 1. Januar 1970 wurde sie nach längeren Verhandlungen nach Heilbronn eingemeindet. Klingenberg zählte damals rund 1800 Einwohner, der Zugewinn der Klingenberger Bürger ließ Heilbronn die Marke von 100.000 Einwohnern überspringen und machte die Stadt zur Großstadt.
Mit der Eingliederung nach Heilbronn konnte vieles angegangen werden, was man zuvor wegen der knappen Haushaltssituation zurückgestellt hatte. Vor allem wurden Straßen erneuert und umgebaut und weiteres Bauland erschlossen. 1972 wurde Klingenberg an die Heilbronner Wasserversorgung angeschlossen, woraufhin man den alten Klingenberger Wasserturm sprengte.
Seit 2003/04 entsteht im äußersten Norden der Gemarkung das Neubaugebiet Schlüsseläcker, das direkt an die Siedlung Wolfsglocke grenzt.
Klingenberg leidet weiterhin an Problemen der Infrastruktur. Seit der Eingemeindung nach Heilbronn ging der örtliche Einzelhandel stark zurück, die meisten Geschäfte zur Grundversorgung gaben auf. Da die Besiedlung sich hauptsächlich an die Längsachse der schmalen Klinge mit ihren großen Höhenunterschieden hielt, entstand nie eine ausgesprochene Ortsmitte. Dieselbe topografische Situation verhinderte bisher auch, dass man ein Konzept zur Verkehrsentlastung des Ortes fand.

## Wappen

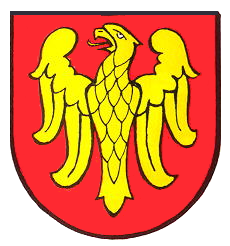
Wappen Klingenbergs

Das Wappen von Klingenberg zeigt heute einen stilisierten goldenen Adler auf rotem Schild.
Ursprünglich führte Klingenberg das Wappen der Grafen von Neipperg, drei Ringe im Schild, das in Dienstsiegeln des 20. Jahrhunderts um ein Fährhäuschen und ein Segelboot erweitert wurde.
Auf einen Vorschlag der Archivkommission aus dem Jahr 1938 nahm der Ort 1963 das Wappen des früheren Ortsadels an. Nach der Brackenheimer Oberamtsbeschreibung führte Wolfram von Klingenberg im Jahr 1311 einen stilisierten Adler im Wappen. In seiner ursprünglichen Form (Wappen von Reinbot von Klingenberg) war zusätzlich zu dem stilisierten Adler noch ein Helm, auf einem Amboss zu sehen.

## Kultur- und Baudenkmäler
- Das Neippergsche Schloss auf dem Bergsporn oberhalb des Neckars geht auf eine mittelalterliche Burg zurück, wurde jedoch vielfach umgebaut und enthält Baubestand aus allen Epochen seiner Nutzung, von einem mittelalterlichen Bruchsteinmauerzug mit Schießscharten über das Gesindehaus aus dem 16. Jahrhundert und die von Louis de Millas nach Bränden von 1858 und 1861 errichteten Wirtschaftsgebäude bis hin zu einer 1950 eingerichteten Kapelle.
- Die Evangelische Kirche Klingenberg ist eine Pfarrkirche, die im Kern auf eine bereits im 13. Jahrhundert bestehende Kirche zurückgeht. Die Sakristei wurde 1508 ergänzt, das Langhaus wurde 1736 erneuert. Im 19. Jahrhundert erhielt das Langhaus ein Tonnengewölbe und einen nördlichen Anbau. Bei der Kirche befindet sich ein Kriegerdenkmal für die Gefallenen der Weltkriege. Die Grünfläche vor der Kirche, auf der heute der Fährbrunnen aus dem Jahr 1993 von Markus Daum steht, zählte einst zum eng bebauten mittelalterlichen Ortskern. Die von der Evangelischen Gemeinschaft im Jahr 1884 erbaute Kapelle an der heutigen Theodor-Heuss-Straße 124 wurde 1966 verkauft und danach zum Wohnhaus umgebaut. Die Neuapostolische Gemeinde hat 1957 eine ehemalige kleine Schuhfabrik erworben und zum Kirchengebäude umgebaut.

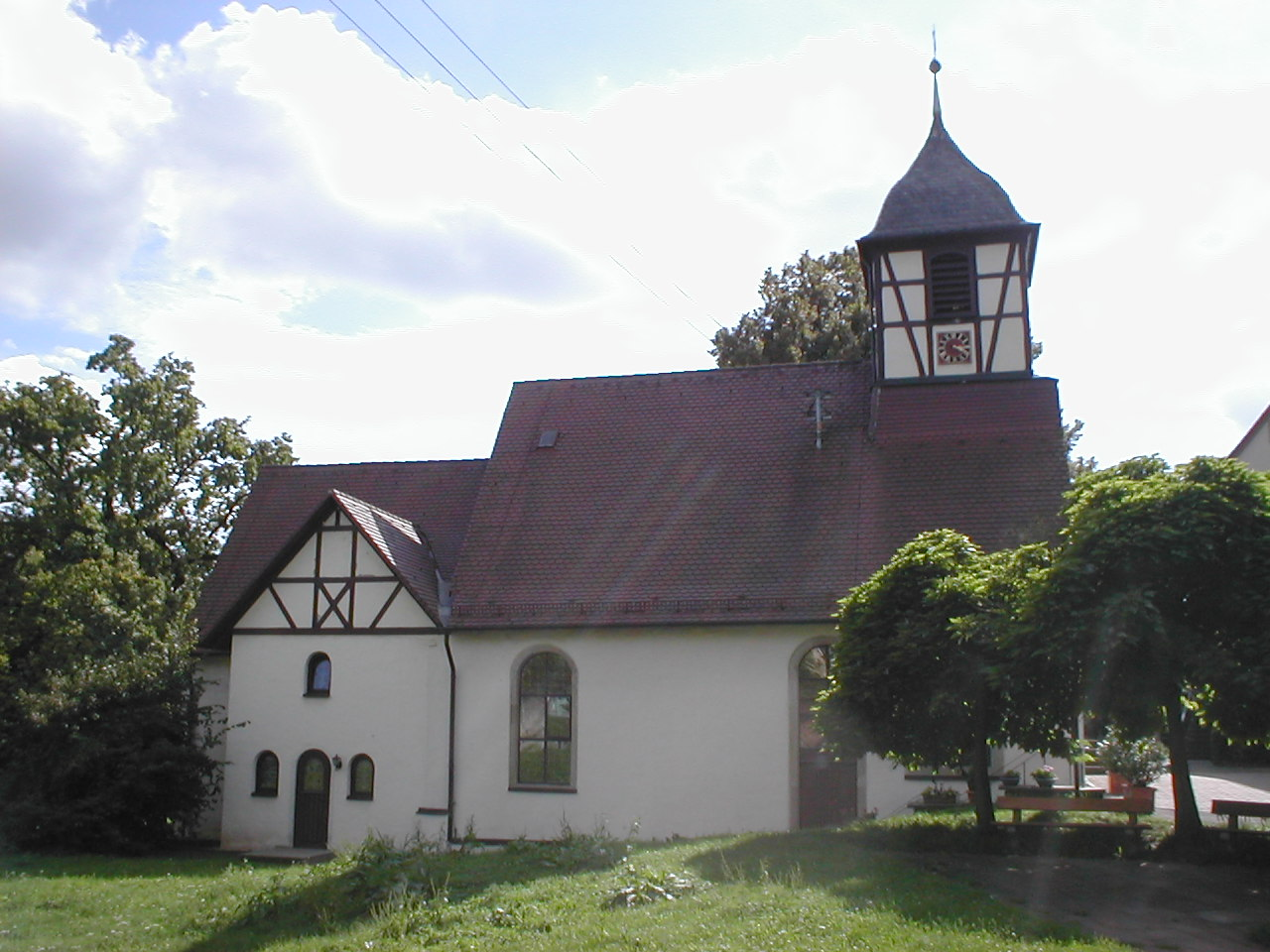
Evangelische Kirche
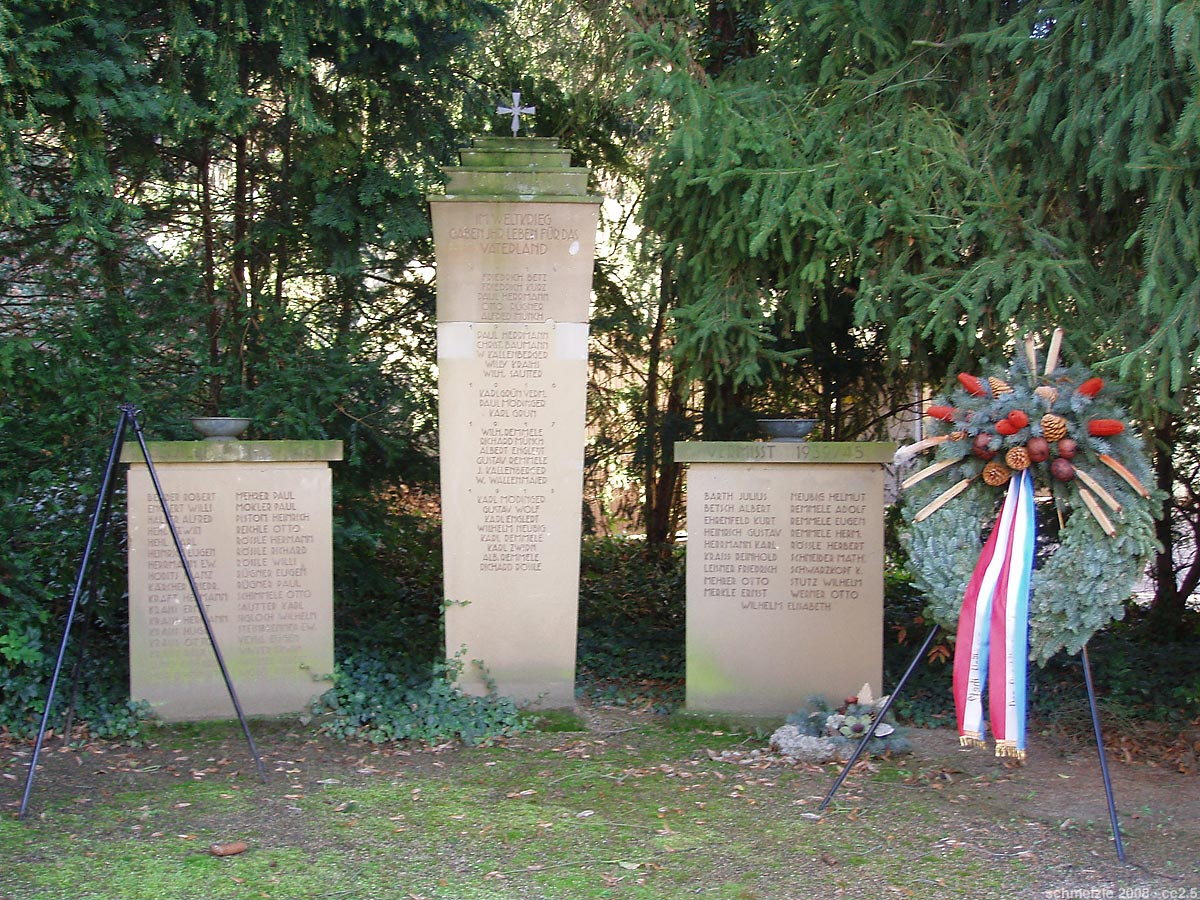
Kriegerdenkmal
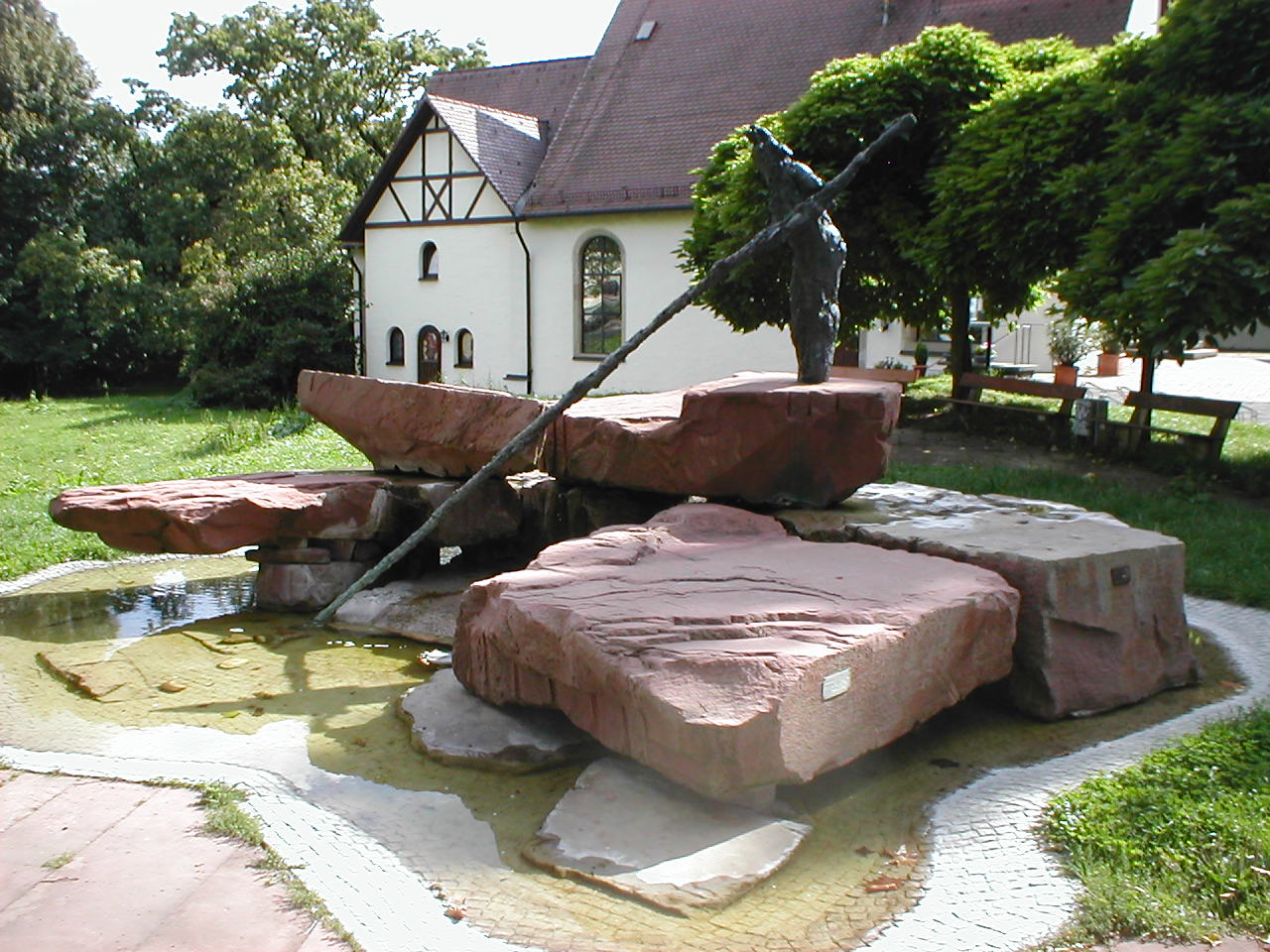
Fährbrunnen

- Das Wohnhaus Theodor-Heuss-Straße 143 ist ein denkmalgeschütztes Fachwerkgebäude aus dem 18. Jahrhundert.
- Die Weinberge in Hausweingart und Amtmann am nördlichen Ortsrand sind die letzten nicht flurbereinigten Weinberge im Heilbronner Stadtgebiet. Die charakteristische Weinberglandschaft mit Stützmauern und Treppen ist bereits aus dem 17. Jahrhundert bezeugt.
- An der südwestlichen Markungsgrenze von Klingenberg verläuft ein Teilstück des Württembergischen Landgrabens.

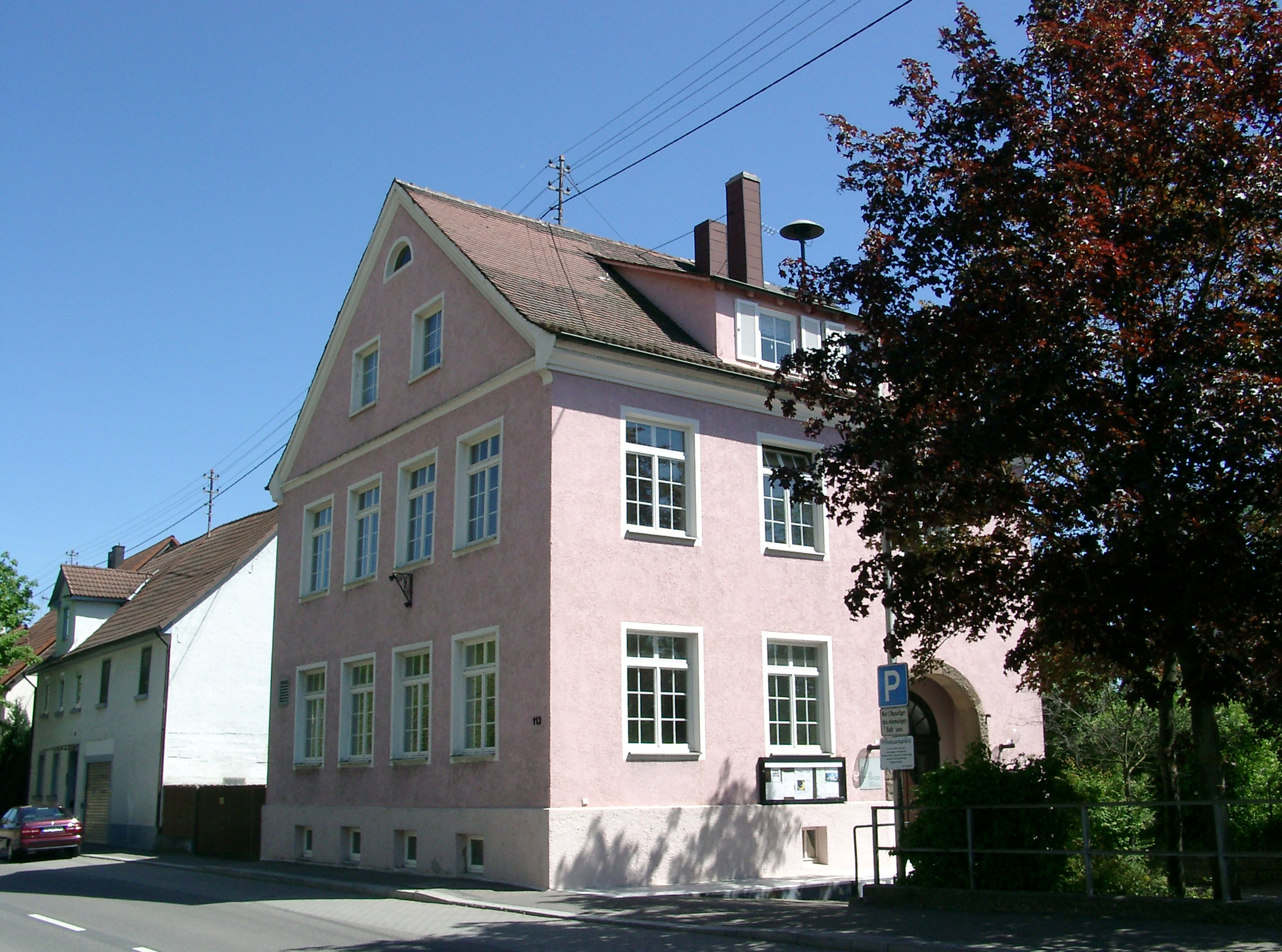
Altes Rathaus
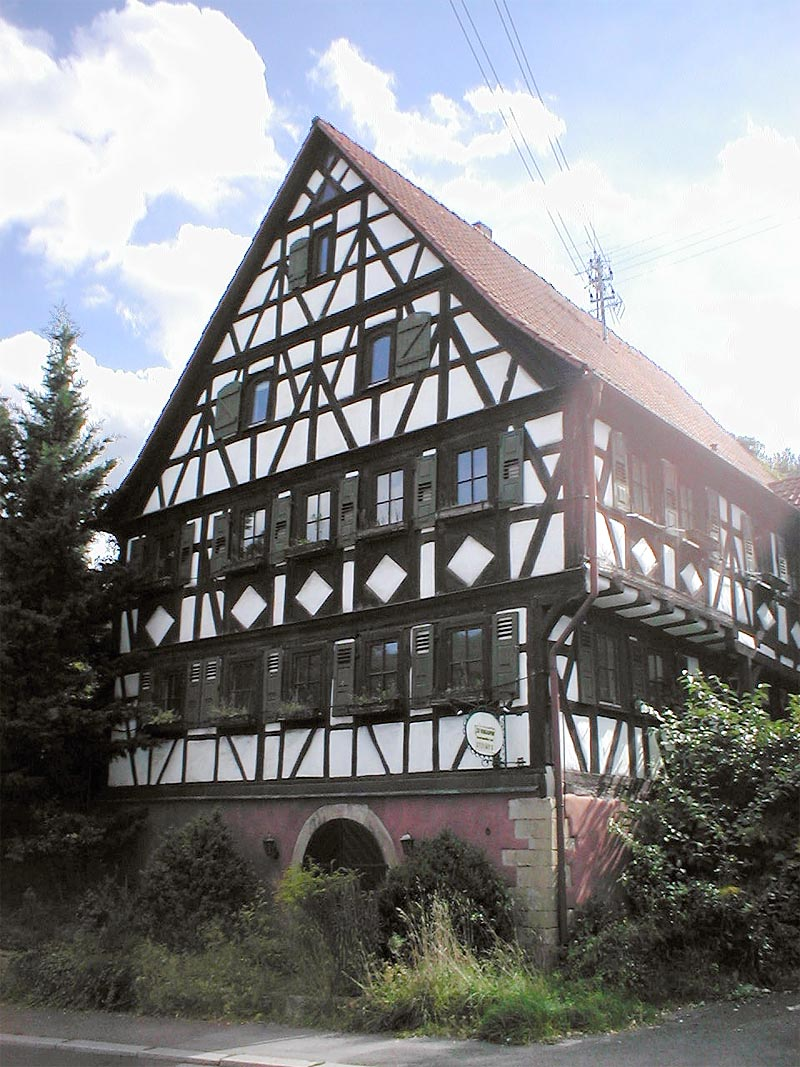
Fachwerkhaus in der Theodor-Heuss-Straße
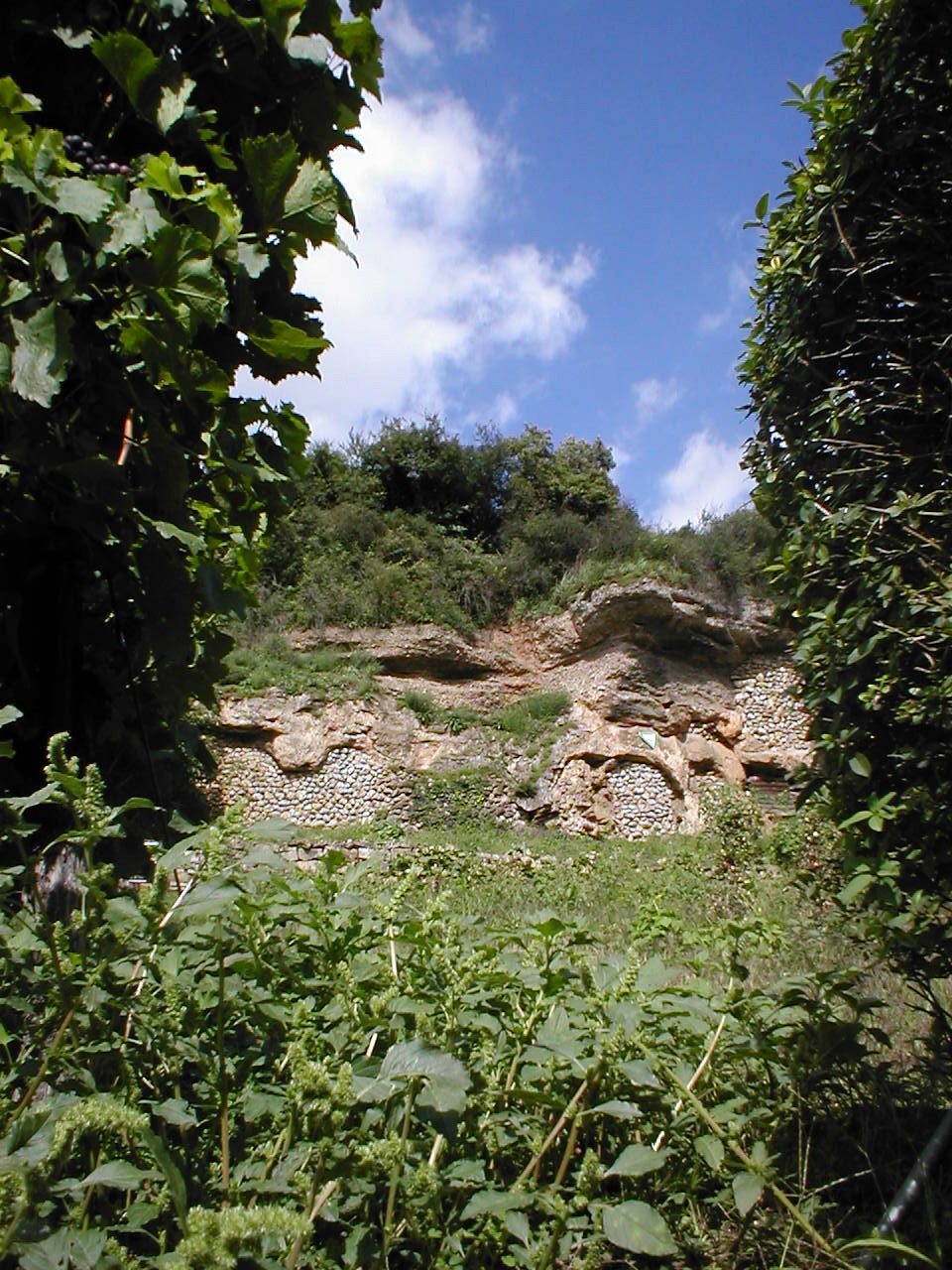
Weinberge bei Klingenberg

## Sport in Klingenberg
- SSV Klingenberg